# Stela Aszurnasirpala II z Kurkh
Stela Aszurnasirpala II z Kurkh – kamienna stela odnaleziona w październiku 1861 roku w Kurkh (starożytne Tuszhan?), ok. 20 km na południowy wschód od Diyarbakır przez J.E. Taylora, brytyjskiego konsula w Imperium Osmańskim. Na steli znajduje się reliefowe przedstawienie asyryjskiego króla Aszurnasirpala II (883–859 p.n.e.) wraz z inskrypcją klinową opisującą przebieg jego piątej wyprawy wojennej. Obecnie zabytek ten znajduje się w zbiorach British Museum (BM 118883).
Stela Aszurnasirpala II jest jedną z dwóch znanych asyryjskich stel pochodzących z Kurkh. Drugą stelą, również odnalezioną w 1861 roku przez J.E. Taylora, jest stela Salmanasara III, która także znajduje się obecnie w zbiorach British Museum. W literaturze fachowej oba zabytki występują często pod nazwą „Monolitów z Kurkh” (ang. Kurkh Monoliths).

## Opis
Wykonana z wapienia stela ma wysokość 193 cm, szerokość 93 cm i grubość 27 cm. Jej przednią stronę zajmuje przedstawienie reliefowe ukazujące Aszurnasirpala II w dość charakterystycznej, modlitewnej pozie, znanej z innych asyryjskich stel. Król, odziany w bogato zdobioną, sięgającą stóp szatę, stoi zwrócony w stronę kilku symboli boskich, umieszczonych przed nim na wysokości jego głowy. Prawą rękę ma wzniesioną w geście modlitwy. W lewej, opuszczonej, trzyma ceremonialną maczugę. Wolne miejsce pomiędzy postacią króla a krawędzią steli zajęła część inskrypcji. Drugą część inskrypcji umieszczono z tyłu steli. W samej inskrypcji Aszurnasirpal II opisuje przebieg swej piątej wyprawy wojennej poprowadzonej w 879 roku p.n.e. przeciw krainom leżącym w rejonie górnego biegu Tygrysu. Liczne błędy w tekście, a także brak typowego dla asyryjskich inskrypcji królewskich zakończenia z błogosławieństwami i klątwami zdają się świadczyć o tym, iż stelę wykonano w pośpiechu, najprawdopodobniej jeszcze w trakcie trwania wyprawy wojennej lub wkrótce po jej zakończeniu. 
Po odkryciu w 1861 roku stela wysłana została do Anglii, gdzie w 1863 roku J.E. Taylor przekazał ją British Museum. Stan zachowania steli nie jest dobry – w wielu miejscach jej powierzchnia jest mocno zatarta i uszkodzona.